# Manfred Nieswand
Manfred Nieswand (* 31. Juli 1955) ist ein deutscher Tischtennisspieler. Er wurde zweimal deutscher Meister.

## Karriere
Nieswand gewann 1977 das Bundesranglistenturnier DTTB TOP-12 der Junioren. Bei den Nationalen Deutsche Meisterschaften spielte er regelmäßig im Doppel mit Wilfried Lieck. Nach einem dritten Platz 1981 gewann dieses Doppel 1982 den deutschen Meistertitel. In der Folge erreichte es von 1983 bis 1987 jedes Mal das Endspiel, ohne jedoch nochmals den Titel zu gewinnen. 1983 siegte Nieswand mit Birgit Lehr im Mixedwettbewerb.
Nieswand begann mit dem Tischtennissport beim Verein TTV Eintracht Altenbochum, den er 1974 in Richtung DSC Wanne-Eickel verließ. Weitere Stationen – zum großen Teil innerhalb der Bundesliga – waren
- 1975 Meidericher TTC[4]
- 1982 TTC Plaza Altena[5]
- 1984 TTC Jülich[6]
- 1985 TTC Plaza Altena[7]
- 1987 TTC Zugbrücke Grenzau[8]
- 1988 Germania Schnelsen[9]
- 1990 TTC Plaza Altena[10]
- 1991 MTG Horst-Essen[11]
- 1997 – heute TTC Schwalbe Bergneustadt[12]

Nach 2000 erzielte Nieswand noch weitere Erfolge bei Seniorenturnieren. So gewann er jeweils Bronze im Einzel bei der Senioren-WM 2002 und 2006. 2007 erreichte er bei der Europameisterschaft das Endspiel. Deutscher Seniorenmeister wurde er 2000 und 2003 (Klasse Ü40), 2006, 2007, 2008, 2010, 2011 und 2014 (Klasse Ü50), 2016, 2018, 2019 (Klasse Ü60). 2016 wurde er Weltmeister in der Altersklasse Ü60. 2021 und 2023 gewann Nieswand jeweils das Einzel der EM in der Klasse Ü65, 2025 folgte in AK70 ein Titel im Einzel und im Doppel mit Jürgen Hecht.